# Festspillene i Østermarie
Festspillene i Østermarie er en musikfestival på Bornholm, som er grundlagt af kongelig kammersanger, operasolist og tenor Stig Fogh Andersen i 1998. Præsidenten for KulturBornholm, Carsten Seeger, og hans hustru Kirsten Olstrup Seeger, der døde i 2012, har sponsoreret festspillene og leveret de fysiske rammer i parken ved Markusgård i Østermarie.
Repertoiret har været lige så ambitiøst som de store udenlandske festspils, bl.a. har alle Wagners operaer været opført. Derimod har festspillene i Østermarie ikke været publikumsmagneter som de udenlandske forbilleder. Tværtimod oplyser Stig Fogh Andersen, at der slet ikke har været publikum, "thi ingen har kunnet sidde tilbage og blot lytte og se – alle tilstedeværende har selv været medvirkende". Der var stor interesse for at deltage. Kurt Bang fortæller, at 40-50 feststemte gæster opførte festspillene "frit, ja man kunne endog sige meget frit efter Richard Wagner. Langt størstedelen af alle tilstedeværende har en vigtig og unik rolle i disse altid sublime og gennemarbejdede opsætninger".
Festspillene kan altså betegnes som en mesterklasse, hvor Stig Fogh Andersen som den kunstneriske leder har undervist og instrueret operaglade amatører, hjulpet af andre professionelle: operasangerne Tina Kiberg, Gitta-Maria Sjøberg, Uffe Henriksen, Kristine Becker Lund, Niels Jørgen Riis, musikerne Lars Ulrik Mortensen (cembalist), Bjarke Mogensen (accordeonist), Kristoffer Hyldig (pianist), Jakob Lorentzen (organist) og Philippe Skow (violinist) samt Nylarskoret (o.a.), dirigeret af Steffen Hyldig.
Charlotte, Komtesse af Rosenborg er protektor for KulturBornholm og dermed også for festspillene.